# Solaster uchidai
Solaster uchidai is een zeester uit de familie Solasteridae.
De wetenschappelijke naam van de soort werd in 1939 gepubliceerd door Ryoji Hayashi.